# خيف حسين
خيف حسين قرية من قرى ينبع النخل في محافظة ينبع والتابعة لمنطقة المدينة المنورة في السعودية، تقع في جنوب غرب المدينة المنورة بمسافة تقارب (155كم) وفي جنوب غربها تقع ينبع النخل بنحو (17) كم.